# Grand Prix International du Cocktail Havana Club
Le Grand Prix International du Cocktail Havana Club est une compétition internationale de bartenders qui se déroule ordinairement tous les deux ans. Cette compétition, créée en 1996 à Cuba, sous l'impulsion de Havana Club la marque de rhum cubaine, est ouverte aux 40 meilleurs barmen au monde. La première édition se déroule en 1996  à Cuba, dont le bolivien  Juan Tito Calcina Santander sort vainqueur.

## Palmarès
| Année | Vainqueur                   | Catégorie     |
| ----- | --------------------------- | ------------- |
| 1996  | Juan Tito Calcina Santander | Classique     |
| 1998  | Clemente Ortiz              | Classique     |
| 2000  | Manuel Carbajo              | Classique     |
| 2000  | Chuck McIntosh              | Flair-tending |
| 2002  | Ihosvany Machado Gomez      | Classique     |
| 2002  | Sasha Yvankovich            | Flair-tending |
| 2004  | Juan Carlos Valladares      | Classique     |
| 2004  | Seyran Gevorkyan            | Flair-tending |
| 2006  | Gianalberto Alessandrini    | Classique     |
| 2006  | Danilo Oribe                | Flair-tending |
| 2008  | Tito Mueller                | Classique     |
| 2010  | Marcis Dzelzainis           | -             |
| 2012  | Julien Escot                | -             |
| 2014  | Andrew Loudon               | -             |
| 2016  | Amaury Cepeda               | -             |
| 2018  | Ninon Fauvarque             | -             |